# Sebastián Festa
Sebastián "Paco" Festa (Buenos Aires, Argentina, 15 de julio de 1972) es un ex-baloncestista argentino que se desempeñaba en la posición de base. Aunque desarrolló una larga carrera como jugador profesional actuando en diversos equipos, su figura terminó muy identificada con Boca Juniors gracias al aprecio que le manifestaron los aficionados del club.

## Trayectoria

### Clubes
| Club                                     | País      | Año         |
| ---------------------------------------- | --------- | ----------- |
| Los Indios                               | Argentina | 1989 - 1990 |
| River Plate                              | Argentina | 1990 - 1992 |
| Mendoza de Regatas                       | Argentina | 1992 - 1994 |
| Boca Juniors                             | Argentina | 1994 - 2000 |
| Estudiantes de Bahía Blanca              | Argentina | 2000 - 2001 |
| Regatas Corrientes                       | Argentina | 2001 - 2002 |
| Obras Sanitarias                         | Argentina | 2002 - 2003 |
| Regatas San Nicolás                      | Argentina | 2003 - 2004 |
| Boca Juniors                             | Argentina | 2004        |
| Gimnasia y Esgrima de La Plata           | Argentina | 2005        |
| Gimnasia y Esgrima de Comodoro Rivadavia | Argentina | 2005 - 2006 |
| Peñarol                                  | Argentina | 2006 - 2007 |
| Gimnasia y Esgrima de Comodoro Rivadavia | Argentina | 2007 - 2008 |
| Gimnasia y Esgrima de Villa del Parque   | Argentina | 2008 - 2011 |
| Banda Norte                              | Argentina | 2011 - 2012 |
| Vélez Sarsfield                          | Argentina | 2012 - 2014 |
| Los Indios                               | Argentina | 2014        |

## Palmarés
Se lista a continuación sólo torneos profesionales nacionales hasta tercera categoría e internacionales.
| Título                                      | Club                                     | País      | Año         |
| ------------------------------------------- | ---------------------------------------- | --------- | ----------- |
| Liga Nacional de Básquet                    | Boca Juniors                             | Argentina | 1996 - 1997 |
| Copa Argentina de Básquet                   | Boca Juniors                             | Argentina | 2004        |
| Campeonato Sudamericano de Clubes Campeones | Boca Juniors                             | Argentina | 2004        |
| Liga Nacional de Básquet                    | Gimnasia y Esgrima de Comodoro Rivadavia | Argentina | 2005-2006   |
| Súper 8                                     | Peñarol                                  | Argentina | 2006        |
| Primera Nacional B                          | Gimnasia y Esgrima de Villa del Parque   | Argentina | 2009 - 2010 |